# Calanais II
Le cercle de pierres de Calanais II (Cnoc Ceann à Gharaidh) est l'une des nombreuses structures de mégalithes autour du site  Calanais I sur la côte ouest de l'île de  Lewis dans les Hébrides extérieures.

## Histoire
La zone autour de Calanais comprend 21 monuments érigés autour de 3000 av. J.-C. Cet ensemble mégalithique est appelé Callanish en anglais et tire son nom du village voisin de Callanish. En gaélique écossais, le site est appelé Clachan Chalanais ou Tursachan Chalanais.

## Caractéristiques

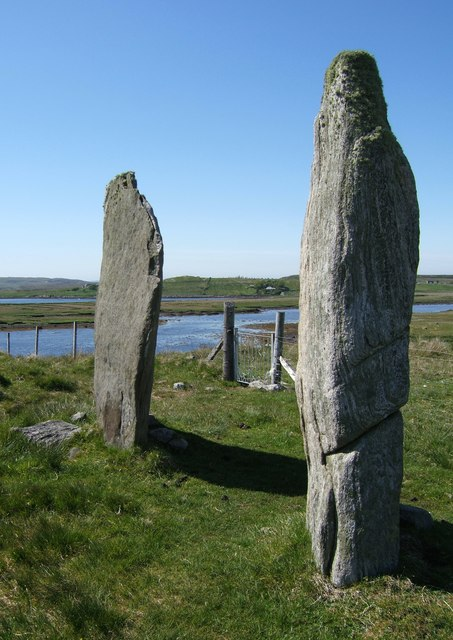
Calanais II.

Le site de Calanais II est composé de cinq pierres formant une ellipse dont le grand axe fait environ 21 mètres et le petit axe environ 19 mètres. À l'origine la structure était composée de dix pierres au sein de l'ellipse et d'une onzième en dehors. 
Un cairn d'environ 8,5 mètres de diamètre a été construit au sein du cercle légèrement à l'est de son centre.
Des fouilles archéologiques ont révélé qu'une structure en bois d'environ 10 mètres de diamètre se tenait auparavant sur le site.

## Localisation
Calanais II est situé à proximité de la route A858 à environ 25 kilomètres à l'ouest de Stornoway. Le site est à environ 1 km à l'est de Calanais I.